# Nova Sinagoga de Berlín

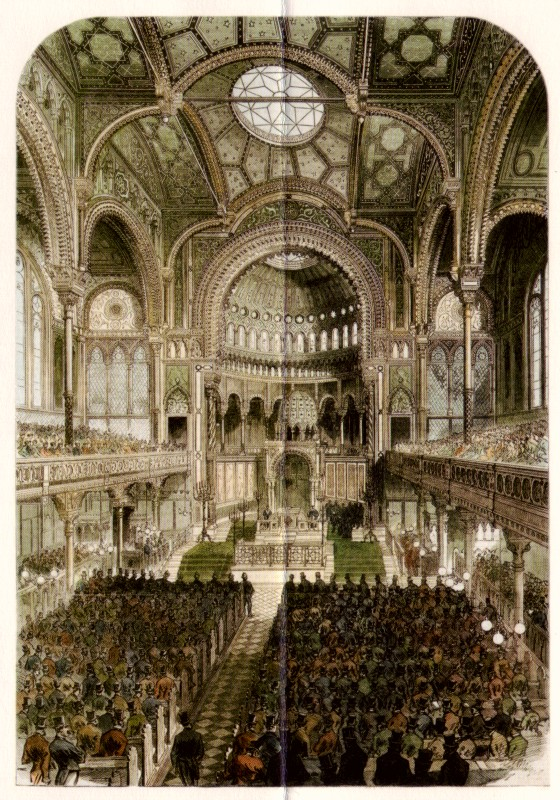
Vista interior de l'antiga sala major.

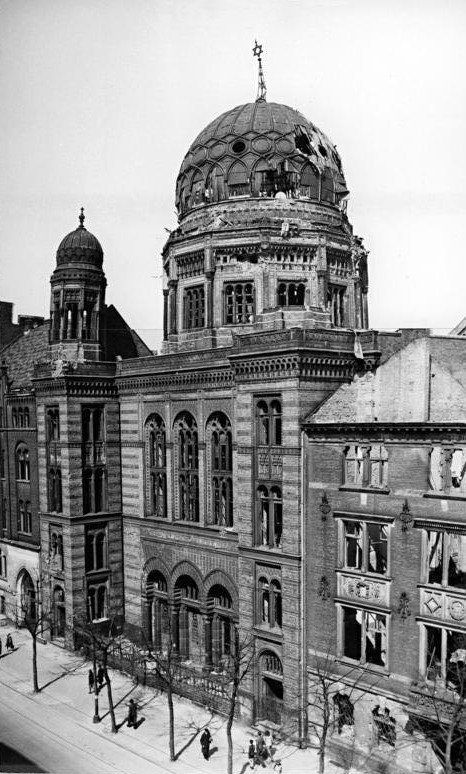
La derruïda Sinagoga, el 1948.

La Nova Sinagoga de Berlín (en alemany: Neue Synagoge) és un edifici al districte de Mitte de Berlín. Es va construir al carrer Oranienburger Strasse entre els anys 1859 i 1866 i va esdevenir la sinagoga central de la comunitat jueva de Berlín. És un important monument arquitectònic de la segona meitat del segle xix, té influències de l'arquitectura islàmica, i guarda semblances amb l'Alhambra de Granada.
L'edifici original va ser dissenyat per Eduard Knoblauch i, en caure aquest malalt, Friedrich August Stüler es va fer càrrec tant de la construcció com del disseny i la decoració interior. Es va inaugurar en presència del llavors comte Otto von Bismarck, que posteriorment esdevindria Primer ministre i President de Prússia l'any 1866. L'edifici actual és una reconstrucció parcial de l'entrada original sense la mateixa sinagoga, que va quedar greument danyada pels nazis i pels bombardejos aliats durant la Segona Guerra Mundial.

## Història
Aquest temple es va construir per servir a la creixent població jueva de Berlín, sobretot als immigrants d'Europa de l'est. Va  ser la sinagoga més grossa d'Alemanya en aquell temps, amb capacitat per a tres mil persones. L'edifici va albergar concerts públics, fins i tot un concert de violí amb el físic Albert Einstein  l'any 1930. Els serveis religiosos acompanyats d'òrgan i cor reflectien la tendència lliberal de la comunitat jueva d'aquell temps.
La Neue Synagoge va ser incendiada durant la Nit dels vidres trencats. Wilhelm Krützfeld i el seu tinent Otto Bellgardt de la policia del districte va arribar a l'escenari dels fets durant la matinada del 10 de novembre de 1938 i van fer dispersar els criminals de la Sturmabteilung (SA) que intentaven incendiar l'edifici. Els va ensenyar un document oficial que diu que l'edifici culturalment significatiu és sota protecció policial. Va reeixir que la brigada de bombers entrés a l'interior del recinte i apagués el foc: aquesta intervenció va salvar l'edifici.
El 1943 va ser destruïda durant uns bombardejos britànics. Les ruïnes de la part de darrere van ser enderrocades l'any 1970 i l'edifici frontal es va restaurar als anys noranta. El 1995 va ser inaugurat com a museu sobre la història de l'edifici i la vida jueva als entorns.